# Ель-Капітан

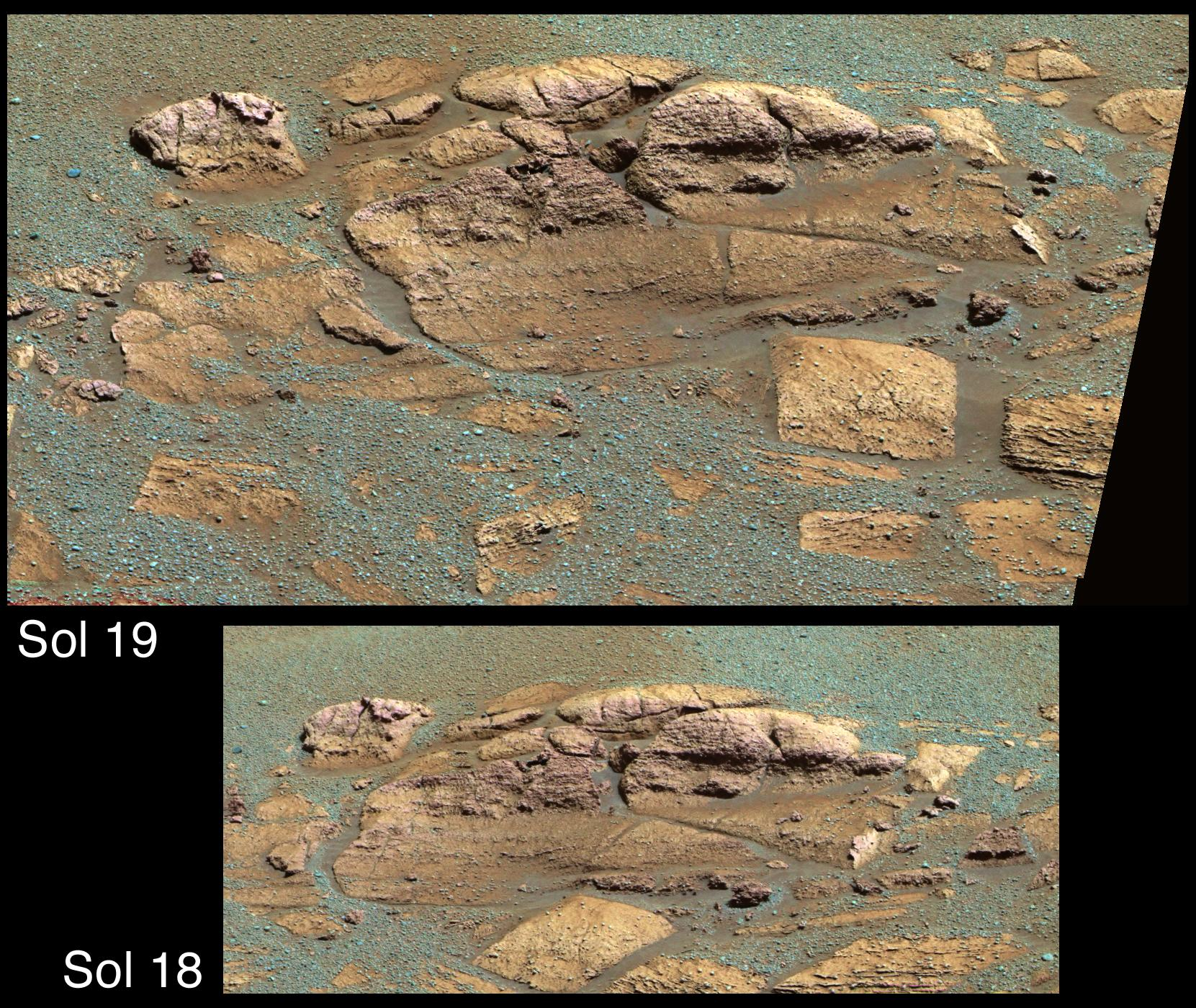
Гірське оголення «Ель-Капітан», світлина марсохода Оппортьюніті

«Ель-Капітан» (англ. El Capitan) — шарувате стельне оголення, виявлене марсоходом Оппортьюніті в лютому 2004 р. на Плато Меридіана, в точці з координатами 1°54′ пд. ш. 354°30′ сх. д. / 1.9° пд. ш. 354.5° сх. д.. Названо на честь гори Ель-Капітан, штат Техас..